# Alfredo Rossi
Alfredo Rossi, (Milán, Italia, 15 de agosto de 1906 - Adrogué, Argentina, 5 de septiembre de 1986) fue un pianista italiano, especialista en música de cámara y célebre por su habilidad para acompañar a grandes artistas de la época.

## Biografía
Nació en el seno de una familia de artistas. Su madre, Gisella Vezzani, fue primera bailarina del Teatro de La Scala de Milán y de notable actuación en el Teatro Bolshói de Moscú. Alfredo fue el menor de nueve hermanos, entre los que también destacaron artísticamente su hermana Eliane Rossi, cantante soprano, y su hermano Umberto Rossi, pintor y violonchelista. Desde muy pequeño estudió piano con su madre, y a la edad de 6 años se presentó a un concurso en el Conservatorio Giuseppe Verdi de Milán, obteniendo una beca para continuar sus estudios. En el Conservatorio estudió piano con el maestro Vincenzo Appiani, finalizando los estudios en julio de 1925. Luego estudió composición en el mismo Conservatorio, bajo la dirección del maestro Arrigo Pedrollo, finalizando en 1931. Obtuvo el Primer Premio del Conservatorio y los famosos premios "Durini" (otorgado por la Fondazione Durini a jóvenes talentos) y "Erba". También obtuvo el primer premio del Concurso del Sindicato Interprovincial Lombardo del Músico, compartiendo el primer premio con el famoso pianista Arturo Benedetti Michelangeli. Realizó los estudios de perfeccionamiento con Nicola Janigro, padre del famoso violinista Antonio Janigro.
Justamente, acompañando a Antonio Janigro comenzó a dar sus primeros conciertos, y curiosamente, en sus primeras presentaciones también acompañó a sus hermanos Umberto Rossi y Eliane Rossi.
Al finalizar la Segunda Guerra Mundial, se unió a la Orquesta de Cámara de Milán, dirigida por Michelangelo Abbado. Tuvo singular éxito en España, lo que le abrió las puertas para comenzar a dar conciertos en este país, tanto de solista como de acompañante.
Dio clases en los conservatorios de Milán y Bérgamo (en este último designado por el maestro Ildebrando Pizzetti), y también clases particulares. Una de sus alumnas, la madrileña y estudiante de canto Andrea Miguel Llorente, se convertiría luego en su esposa. Se casaron en Madrid el 20 de junio de 1948 y tuvieron dos hijos, Lucía (nacida en Madrid) y Roberto (nacido en Buenos Aires).
En 1950, durante una exitosa gira por Brasil y Argentina acompañando a Pierre Fournier, recibió excelentes críticas e interesantes propuesas laborales. Decidió radicarse en Buenos Aires, Argentina, ciudad a la que su madre y tres de sus hermanas habían emigrado con anterioridad. En el Puerto de Barcelona, el 30 de marzo de 1951, se embarcó con su familia a bordo del transatlántico Conte Biancamano, desembarcando el 14 de abril de 1951 en Buenos Aires, donde se estableció definitivamente.

## Música de cámara
Artísticamente se especializó en música de cámara, e intentó desde la docencia promover el desarrollo de esta especialidad.
Según sus propias palabras, él no era un acompañante de solistas sino que formaba parte de los dúos de cámara.

## Docencia
Fue profesor de piano en los siguientes conservatorios:
- Conservatorio "Giuseppe Verdi", Milán, Italia.
- Istituto Superiore di Studi Musicali "Gaetano Donizetti", Bérgamo, Italia.[17][18][19][20]
- Conservatorio "Beethoven", Buenos Aires, Argentina.
- Conservatorio Superior de Música "Manuel de Falla", Buenos Aires, Argentina.[21][22]
- Conservatorio "Juan José Castro", La Lucila, Buenos Aires, Argentina.

## Viajes
Dio conciertos en muchos países, entre otros:
- Alemania: Berlín, Essen, Barmen, Wiesbaden
- Argentina:[23] Buenos Aires, La Plata, Adrogué, Córdoba, Tucumán, Santa Fé, Mar del Plata, Bahía Blanca, Paraná, Mendoza, Punta Alta, San Rafael, Concordia, Campana, Mercedes.
- Bélgica: Lieja
- Bolivia: Cochabamba
- Brasil:[24] San Pablo, Río de Janeiro, Recife, Niterói, Salvador de Bahía, Pernambuco, Curitiba, Porto Alegre, Belem, Sergipe, Ponta Grossa, João Pessoa, São Luís.
- Chile:[25] Santiago de Chile, Valparaíso, Viña del Mar.
- China: Macao.
- Colombia: Bogotá.
- Croacia:[26] Zagreb.
- Cuba:[27] La Habana, Santiago de Cuba.
- Curazao:[28] Willemstad.
- Ecuador: Quito.
- España:[29] Madrid, Barcelona, Valencia, Zaragoza, Cádiz, Gerona, Tarrasa, Sabadell, Bilbao, Pamplona, Vitoria, Santander, San Sebastián, La Coruña, Oviedo, Gijón, Palencia, Pontevedra, Badajoz, Málaga, Valladolid, Tarragona, Vigo, Lugo, Orense, Alicante, Granada.
- Francia:[30] París.
- Gibraltar[31]
- Guatemala: Guatemala.
- Hong Kong[32]
- Japón:[33] Osaka, Kōchi, Matsuyama, Miyazaki, Tokio.
- India: Bombay.
- Irán:[32] Teherán.
- Italia: Milán, Siena, Brescia, Bolzano, Turín, Trieste, Bari, Roma, Lodi, Venecia, Catania.
- Malasia:[34] Penang.
- México: Ciudad de México, Monterrey.
- Países Bajos:[35] La Haya, Ámsterdam.
- Paraguay: Asunción.
- Perú: Lima.
- Portugal:[36] Lisboa, Oporto.
- Singapur[37][38][39][40]
- Tailandia: Bangkok.
- Uruguay:[41] Montevideo.
- Venezuela: Maracay.
- Vietnam: Saigón.

## Artistas relacionados
Acompañó a artistas famosos de la época, tales como: Antonio Janigro, Pierre Fournier, Guila Bustabo, Ede Zathureczky, Alberto Poltronieri, Pina Carmirelli, Michelangelo Abbado, Xavier Turull, Louis Kaufman, Victoria de los Ángeles, Montserrat Caballé, Elisabeth Schwarzkopf, Georg Kulenkampff, Virginia Paris, Dimitry Markevitch, Mascia Predit, Gaspar Cassadó, Bernard Michelin, Eva Heinitz, Váša Příhoda, Franco Gulli, Wanda Luzzato, Sirio Piovesan, Alfredo Campoli, Ida Haendel, Enrico Mainardi, Cesare Ferraresi, Riccardo Brengola, André Navarra, Camilla Wicks, Ivry Gitlis, Renato de Barbieri, Ruggiero Ricci, Ricardo Odnoposoff, Noemí Souza, Gloria Davy, Jan Tomasow, Isaac José Weinstein, Erno Valasek, Rubén Varga, Janine Andrade, Peter-Lukas Graf, Szymsia Bajour, Anahí Carfi, Christian Ferras, Carmela Saghy, Lawrence Winters, Joy Kim, Agustín León Ara, Christine Walevska, Uto Ughi, McHenry Boatwright, entre otros.

## Grabaciones
- Victoria de los Ángeles canta a Nin. Recopilación de recitales de Victoria de los Ángeles con diversos pianistas. Alfredo Rossi la acompaña en "Canço de Nadal", grabada en Montevideo, Uruguay, 22 de septiembre de 1954. World Premiere Recordings.[41]

- Ludwig Hoelscher / Bernard Michelin: TBS Vintage Classics. Piezas de Henry Eccles, Manuel de Falla y Camille Saint-Saëns. 29 de mayo de 1960, ABC Hall, Osaka, Japón.[33]

- Recital de Montserrat Caballé. Piezas de Franz Schubert, Richard Strauss, Claude Debussy, Enrique Granados y Joaquín Rodrigo. 11 de septiembre de 1965, Teatro Colón, Buenos Aires, Argentina (EKR CD P2 Eklipse).[45]

- Poesías de Juana de Ibarbourou. Piezas de Beethoven, Fauré, Grieg, Prokófiev, Ravel, Schubert y Szymanowski. Voces: Inda Ledesma e Iris Marga. Música: Anahi Carfi y Alfredo Rossi. 19 de junio de 1972. Disco GPE 1004. Editorial Aguilar Argentina. Buenos Aires.[46]